# 박정근 (법조인)
박정근(朴貞根, 1925년 ~ 2011년)은 서울고등법원장 등을 역임한 법조인이다.

## 생애
1925년에 경상북도 칠곡군에서 태어나 1950년 서울대학교 농과대학을 졸업하고 1955년 제7회 고등고시 사법과에 합격했다. 1959년에 임용된 대구지방법원 등에서 판사를 하다가 1979년 법원장으로 승진하여 춘천지방법원, 1980년 전주지방법원 1980년 대구지방법원 1981년 광주고등법원 1982년 9월 1일대구고등법원, 1984년 서울고등법원에서 법원장을 역임했다.

## 주요 판결
- 서울고등법원 형사부에서 배석판사로 있던 1968년 12월 5일에 동백림 사건 항소심에서 정규명 정하용에 대해 대법원이 파기환송하기 전의 서울고등법원 판결대로 반공법 잠입,탈출죄 등을 적용해 사형을 선고했다.[2]

- 서울고등법원 형사2부 재판장으로 재직하던 1973년 4월 27일에 연인인 카바레 종업원에게서 사업자금 145만원을 빌렸다가 빚 독촉을 받게 되자 소요산으로 유인해 15미터 바위 아래로 떨어트려 살해한 혐의로 사형을 선고받았으나 대법원에서 심리 미진을 이유로 파기환송된 사건에서 "소요산으로 유인해 가는 것을 산 입구에서 보았다는 증인들의 진술만 가지고 강도살인했다는 것에는 잘못이 있다"며 무죄를 선고했다.[3] 8월 8일에  덕성여대 유신숙 살해한 이상균에 대해 1심에서 무기징역, 2심에서 무죄, 대법원에서 파기환송, 파기환송심에서 무죄, 대법원에서 다시 파기환송된 사건을 맡아 강간치사죄를 적용해 무기징역을 선고했다.[4] 1974년 2월 22일에 고려대학교 NH회를 중심으로 민우지를 발간하여 내란음모를 했다는 사건 항소심에서 김낙중 전 고려대 노동문제연구소장 등 9명에게 항소를 기각하면서 징역7년 자격정지7년에서 징역1년 자격정지1년 집행유예3년을 선고하고 징역2년6월 자격정지2년6월을 선고받은 피고인 2명에게는 원심을 깨고 집행유예4년을 선고했다.[5]